# 1998 QZ25
1998 QZ25 är en asteroid i huvudbältet som upptäcktes den 25 augusti 1998 av Višnjan-observatoriet i Kroatien.
Asteroiden har en diameter på ungefär 4 kilometer och den tillhör asteroidgruppen Nysa.